# Бердянський аквапарк
Бердянський аквапарк «Мис Доброї Надії» — один з найбільший аквапарк в Україні, розташований в Бердянську, на початку Бердянської коси на території площею в 50 000 м². Все устаткування аквапарку проведене фірмою «Polin».

## Історія
Аквапарк був відкритий влітку 2006 року. В складі аквапарку 12 водних гірок для дорослих та 13 гірок для дітей.
У 2006 році аквапарк побив всі рекорди по відвідинах атракціонів. Загальна кількість відвідувачів склала приблизно 3 000 чоловік на день. Сезон 2007 року був найуспішнішим — кількість відвідувачів досягла 3 500 чоловік на день.
18 липня 2022 року російські окупанти «звільнили» бердянський аквапарк, який є одним із найбільших в Україні, а саме звільнили від відвідувачів, адже такої кількості відпочивальників, як до приходу рашистів, в аквапарку не буде ніколи.